# Oraovica (gmina Preševo)
Oraovica (cyr. Ораовица) – wieś w Serbii, w okręgu pczyńskim, w gminie Preševo. W 2002 roku liczyła 3774 mieszkańców.